# Gamma Arae
Gamma Arae (γ Ara, γ Arae) é uma estrela na constelação de Ara. Com uma magnitude aparente de 3,3, é a quarta estrela mais brilhante na constelação e é facilmente visível a olho nu. Dados de paralaxe obtidos na missão Hipparcos indicam que está a uma distância de aproximadamente 1 100 anos-luz (340 parsecs) da Terra.
É uma estrela enorme com 23 vezes o raio do Sol. Está irradiando 120 000 vezes a luminosidade solar de sua atmosfera externa a uma temperatura efetiva de 21 500 K. Essa temperatura dá à estrela a coloração azul branca típica de estrelas de classe B. Seu espectro corresponde a uma classificação estelar de B1 Ib, com a classe de luminosidade 'Ib' indicando que é uma estrela supergigante de baixa luminosidade. É relativamente jovem, com uma idade estimada em 15,7 milhões de anos.
Gamma Arae está rotacionando rapidamente com uma velocidade de rotação projetada de 269 km/s, causando-a completar uma rotação completa a cada 4,8 dias. Em seu espectro, essa rápida rotação está misturando as linhas de absorção por causa do efeito Doppler, tornando-as mais difíceis de analisar. É uma estrela variável periódica que passa por pulsações não radiais com um período primário de 1,1811 dias e um período secundário de 0,1281 dias.
Não há consenso sobre a massa dessa estrela. Tetzlaff et al. (2011) estima a massa como 12,5 ± 0,6 massas solares, enquanto Fraser et al. (2010) dá uma massa de 19 e Lefever et al. (2007) lista um valor de 25. Gamma Arae está perdendo massa pelo vento estelar à taxa de 3,0 × 10−8 massas solares por ano, o equivalente à massa solar a cada 33 milhões de anos. O vento é afetado pela rápida rotação, sendo mais intenso ao longo do equador.